# アルケシラオス
アルケシラオス（古希: Ἀρκεσίλαος, 英: Arcesilaus, 紀元前316年/紀元前315年頃 - 紀元前241年/紀元前240年頃）は、古代ギリシア・ヘレニズム期の哲学者で、中期アカデメイア派の創始者。アテナイのクラテスの後を継いでアカデメイアの学頭となり、エポケー（判断保留）の導入により、アカデメイア派を懐疑主義に向かわせた。

## 生涯
アルケシラオスはアイオリスのピタネで生まれた。最初に教えを受けたのは、数学者のピタネのアウトリュコスで、共にサルディスに移住した。それから修辞学を学ぶためにアテナイに行ったが、哲学に転じ、最初テオフラストスの、続いてクラントルの弟子となった。その後、ポレモンおよびアテナイのクラテスと親しくなり、クラテスの死後（紀元前265年から紀元前241年）、アカデメイアの学頭となった。
ディオゲネス・ラエルティオスによると、アルケシラオスは後継者のキュレネのラキュデス同様、深酒で死んだと言われるが、クレアンテスらの証言やアルケシラオスの哲学から考えると、この逸話はいささか疑わしく、また、アテナイ人から大変尊敬されていたようである。

## 哲学
ソクラテス同様、アルケシラオスは何も書き残さなかったため、その主張は後世のキケロ、セクストス・エンペイリコスらの著作から推量するしかない。たとえば、キケロは、アルケシラオスの教えは「彼は何も知らない、彼自身の無知さえも」という文句の中に要約されていると言っている。アルケラシオスは世界の真理を見いだす感覚の力を疑っていたが、真理それ自体の存在を疑ったかどうかはわからない。
そのキマイラ的折衷主義が「頭はプラトン、尾はピュロン、胴体はディオドロス」とキオスのアリストンに揶揄された。